# Dress (canción de Taylor Swift)
«Dress» es una canción de la cantautora estadounidense Taylor Swift de su sexto álbum de estudio, Reputation (2017). Ella escribió y produjo la canción con Jack Antonoff. Es un tema lento, tiene una producción de R&B que contiene ritmos entrecortados y voces en falsete en el estribillo. La letra sexual consta de frases sincopadas y trata sobre la devoción romántica: la narradora le dice a su amante que compró un vestido solo para que se lo quitaran.
Los críticos en general elogiaron «Dress», considerando sus letras sobre la sexualidad como un nuevo aspecto del arte y la imagen de Swift. Felicitaron la producción sensual y el lirismo íntimo. Algunos críticos lo consideran lo más destacado del álbum y uno de los mejores temas de Swift. Comercialmente recibió certificaciones en Australia y Reino Unido. Swift incluyó «Dress» en el set list de su Reputation Stadium Tour (2018), en el que interpretó la canción y dedicó su coreografía a la bailarina Loie Fuller.

## Antecedentes y lanzamiento
Taylor Swift lanzó su quinto álbum de estudio, 1989, en octubre de 2014. La producción de synth pop de 1989 transformó el sonido y la imagen de Swift de un estilo country a un pop convencional. El álbum fue un éxito comercial, vendió más de cinco millones de copias en los Estados Unidos en un año y generó tres sencillos número uno del Billboard Hot 100. La BBC afirmó que el éxito solidificó el estatus de Swift como estrella del pop mundial.

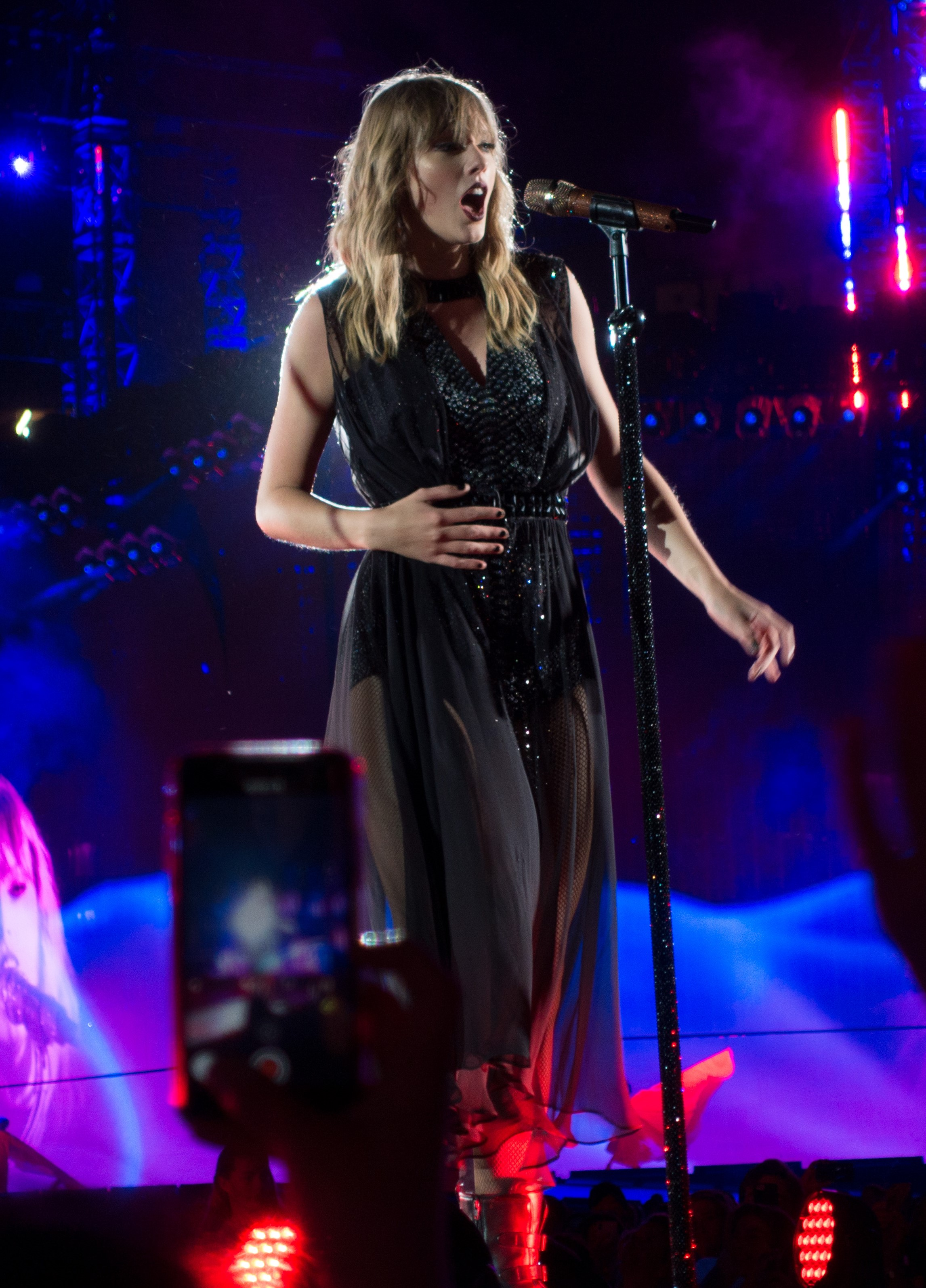
Swift interpretando «Dress» en el Reputation Stadium Tour en 2018.

Swift fue blanco de chismes de los tabloides durante la promoción de 1989. Su reputación de «la novia de Estados Unidos», resultado de su imagen limpia e inocente, se vio empañada por relaciones publicitadas de corta duración y disputas con otras celebridades, incluida una disputa con el rapero Kanye West y la personalidad de los medios Kim Kardashian. Swift se volvió cada vez más reticente en las redes sociales, habiendo mantenido anteriormente una presencia activa con un gran número de seguidores y evitando interacciones con la prensa en medio de asuntos tumultuosos. Concibió su sexto álbum de estudio, Reputation, como respuesta a la conmoción mediática que rodeaba a su celebridad.
Big Machine Records lanzó Reputation el 10 de noviembre de 2017; «Dress» es la pista número 12. Aunque la canción no llegó a las listas, fue certificada en Australia (platino) y el Reino Unido (plata). Swift incluyó «Dress» en la lista de canciones de su Reputation Stadium Tour 2018; una figura vestida de blanco con los brazos extendidos tejiendo tela blanca corría a su alrededor, mientras ella interpretaba la canción vestida con un traje de una pieza y un vestido negro complementario. Durante los conciertos, dedicó la coreografía de la interpretación de la canción a la bailarina Loie Fuller, a quien Swift describió como una mujer «que luchó para que los artistas se apropiaran de su trabajo». El escritor de Vogue, Laird Borrelli-Persson, opinó que el intento fallido de Fuller de proteger su «famosa y muy copiada» danza serpentina de los derechos de autor fue paralelo a la pérdida de Swift de los derechos de sus primeros seis álbumes de estudio ante Big Machine en 2019. En el show de The Eras Tour el 7 de agosto de 2023, en Los Ángeles, Swift interpretó una versión con guitarra acústica de «Dress» como una «canción sorpresa» fuera de la lista de canciones habitual.

## Música y letras
Swift escribió y produjo «Dress» con Jack Antonoff, quien grabó la canción con Laura Sisk en Rough Customer Studio en Brooklyn Heights, Nueva York. Antonoff programó todos los instrumentos y Serban Ghenea mezcló la pista en MixStar Studios en Virginia Beach, Virginia. Como ocurre con gran parte de Reputation, «Dress» incorpora elementos urbanos del hip hop y el R&B. Su producción de synth pop incorpora ritmos tartamudos y fraseos sincopados. Andrew Unterberger de Billboard lo describió como un slow jam y dijo que sus estilos de producción evocaban la música de la música inglesa de R&B alternativo FKA Twigs, mientras que Evan Sawdey de PopMatters lo consideró una imitación de «Two Weeks» de FKA Twigs (2014). La crítica de NPR, Ann Powers, escribió que los ritmos de «Dress» evocaban el ritmo de la canción de 2002 de R. Kelly «Ignition (Remix)». Según el crítico de The New York Times, Jon Caramanica, es uno de los temas de Reputation que abraza el «soft-core pop-R&B» con una «producción densa de sintetizador que se mueve a un galope sensual».
 
En el estribillo, que va acompañado de un sintetizador, Swift canta con voz en falsete Say my name and everything just stops/ I don't want you like a best friend/ I only bought this dress so you could take it off («Di mi nombre y todo se detiene/ No quiero que seas como un mejor amigo/ Sólo compré este vestido para que puedas quitármelo»). Chris Willman de Variety pensó que el falsete evocaba el estilo vocal de Prince, y Carl Wilson de Slate nombró «If I Was Your Girlfriend» (1987) de Prince como punto de referencia. Caramanica caracterizó el falsete de Swift como «exhalaciones sonrojadas» que recordaban los estilos de AlunaGeorge. La sensual letra de «Dress» trata sobre la intimidad emocional, con imágenes sexuales como derramar vino en la bañera, manos temblando de anticipación y querer que el amante grabe su nombre en el poste de la cama.
Los críticos discutieron extensamente cómo las letras sexuales desarrollaron la imagen de Swift. Ira Madison III de GQ consideró que la sexualidad y la franqueza emocional en «Dress» era un movimiento apropiado para Swift, cuyas relaciones románticas habían sido presentadas «completamente sin sexo, desprovistas de cualquier emoción real» en la prensa. Powers comentó que la letra «Sólo compré este vestido para que pudieras quitártelo» era el gancho de la canción y representaba su recién descubierta actitud relajada hacia el sexo. Mientras que Swift anteriormente había sido conservadora sobre el sexo en su música e imagen, abrazar la sexualidad la ayudó a cruzar una «línea autoimpuesta». Unterberger conectó las imágenes del vestido con canciones anteriores de Swift, como el little black dress («pequeño vestido negro») en «Tim McGraw» (2006) y el nice dress («lindo vestido») en «Wildest Dreams» (2015). Comentó que el franco acto sexual de quitarse el vestido fue una culminación gradual de las exploraciones sexuales de Swift, sobre las cuales había sido sutil en sus álbumes anteriores, como Give me something that'll haunt me when you're not around («Dame algo que me perseguirá cuando no estés cerca») en Speak Now (2010) o I'll do anything you say if you say it with your hands («Haré todo lo que digas si lo dices con las manos») en Red (2012). Según él, que Swift cante repetidamente Take it off significó su evolución artística y personal.

## Recepción
Cuando se lanzó «Dress» por primera vez, los críticos y fanáticos quedaron fascinados con la letra, particularmente con el gancho: «Sólo compré este vestido para que puedas quitármelo». Powers dijo que la letra mostraba a Swift cantando sobre sexo mientras sonaba «más libre y verdaderamente feliz que nunca». Sawdey dijo que la pista exhibía «un nerviosismo y un anhelo que no habíamos visto antes en [Swift]», considerando los temas convincentes. Kitty Empire de The Observer consideró «Dress» una de las «clases magistrales» del álbum que mostró la «pasión» de Swift. Madison comentó que la canción encontró a Swift en su momento «quizás más sexualmente explícito» y la elogió por mostrar un desarrollo maduro de sus canciones pasadas sobre un amante adolescente, lo que la hizo más identificable. Wilson lo eligió como un «punto culminante sensual» que representaba los temas de sexualidad de Reputation que marcaron un crecimiento artístico y personal para Swift. En AllMusic, Stephen Thomas Erlewine eligió «Dress» como uno de los aspectos más destacados del álbum por mostrar una «mezcla de vulnerabilidad, melodía y confianza» que es «profundamente sentida y compleja».
Otros críticos también elogiaron la producción. Unterberger destacó el tercer estribillo donde el instrumental se detiene después de que Swift canta, «Di mi nombre y todo se detiene», antes de reanudarlo nuevamente «tomando un latido completo de silencio». Opinó que este truco convirtió a Swift en «un gran compositor pop» porque al guardarlo para el tercer estribillo, después de «tres minutos de tarareos continuos de sintetizadores, el silencio golpea infinitamente más fuerte que cualquier otra drop». Sal Cinquemani de Slant Magazine elogió la canción como un «recordatorio de que Swift es capaz de hacer que la perfección pop parezca fácil», Jamieson Cox de Pitchfork denominó la canción como un «punto culminante jadeante y estremecedor» en el que Swift cantaba «con confianza palpable y facilidad», y Meskin Fekadu de Associated Press la llamó una «canción ganadora» por mostrar un lado «sensual» de Swift. En The Line of Best Fit, Eleanor Graham elogió el gancho «sin esfuerzo» y la «efervescencia imposible del coro», considerando «Dress» la única pista de Reputation que «suena como el futuro [de Swift]».
Las revisiones retrospectivas han sido en general positivas. En Vulture, Nate Jones describió «Dress» como una canción «furtiva» que ofrecía «una recompensa inesperada por años de letras sobre vestidos de fiesta», citando la letra, «Sólo compré este vestido para que pudieras quitármelo», que representaba una nueva confianza para expresar su sexualidad. Rob Sheffield de Rolling Stone dijo que la canción presentaba «el dolor en la voz [de Swift], el anhelo en esos destellos de sintetizador» y comparó la forma en que Swift «interrumpe su propio juego de palabras con suspiros tristes» con «Little Red Corvette» de Prince (1983). Laura Snapes de The Guardian consideró «Dress» una pista «jadeante» y la «primera canción realmente sexy» de Swift, ubicándola entre sus mejores trabajos. En Esquire, Lauren Kranc escribió que «Dress» era uno de los mejores temas de Reputation y los «clásicos subestimados» de Swift por mostrar «la fórmula perfecta de la canción pop y una vulnerabilidad cruda y loca». Mary Kate Carr, de The A.V. Club, seleccionó «Dress» entre las 22 «canciones subestimadas de Taylor Swift» y la describió como «la combinación perfecta entre el romanticismo de Swift y la lujuria recién descubierta».

## Personal
Adaptado de las notas de Reputation:
- Taylor Swift – productor
- Jack Antonoff – productor, programación, instrumentos
- Laura Sisk - ingeniería
- Serban Ghenea - mezcla